# Roberts Ķīlis
Roberts Ķīlis (ur. 14 marca 1968 w Rydze, zm. 19 marca 2022) – łotewski polityk, antropolog społeczny i nauczyciel akademicki, w latach 2011–2013 minister oświaty i nauki w trzecim rządzie Valdisa Dombrovskisa.

## Życiorys
Urodził się w Łotewskiej SRR. W 1991 obronił licencjat z filozofii na Uniwersytecie Łotwy w Rydze w 1991, magisterium i doktorat z antropologii społecznej uzyskiwał na University of Cambridge (odpowiednio w 1994 i 1999). Od 1990 pracował jako nauczyciel w szkole średniej, a od 1991 jako wykładowca na Uniwersytecie Łotwy. W 1994 został wykładowcą, a w 1999 profesorem w Sztokholmskiej Szkole Ekonomii w Rydze.
Był przewodniczącym komisji do spraw analiz strategicznych w administracji prezydenta Valdisa Zatlersa. 25 października 2011 z rekomendacji Partii Reform Zatlersa Roberts Ķīlis został mianowany ministrem oświaty i nauki Łotwy. Z powodu problemów zdrowotnych zrezygnował z tego urzędu w marcu 2013, kończąc urzędowanie 30 kwietnia tegoż roku.